# Foment Parroquial de Cultura
El Foment Parroquial de Cultura és una obra historicista de Vimbodí i Poblet (Conca de Barberà) protegida com a Bé Cultural d'Interès Local.

## Descripció
Edifici amb la façana principal molt allargada i que consta de planta baixa, un pis i golfes. A la planta baixa s'obre una gran porta allindada amb una motllura llisa que la ressegueix. Al primer pis totes les finestres estan decorades amb un guardapols rematats amb uns relleus als extrems i l'ampit motllurat. A les golfes s'obren unes petites finestres rectangulars. Els diferents nivells se separen amb una cornisa sense gaire voladís i al centre de la façana hi ha un relleu.

## Història
És un antic convent de monges.